# Kanotix
Kanotix is een op Debian (buster) gebaseerde Linuxdistributie in de vorm van een live-systeem.
Oorspronkelijk was Kanotix een variant van Knoppix met als extra mogelijkheid om de distributie op de harde schijf van een computer te installeren. Kano was het pseudoniem van de Knoppixontwikkelaar die hiervoor verantwoordelijk was.
Standaard gebruikt Kanotix de KDE-desktopomgeving, maar er is ook een lichtgewicht versie die LXDE gebruikt. Het Kanotix-installatie-medium bevat tussen de circa 1700 en 2000 pakketten, afhankelijk van de gekozen versie. Daarnaast zijn ook alle andere Debianpakketten installeerbaar.
In april 2008 stond Kanotix op de 48e plaats op de 6 maandelijkse populariteitslijst van DistroWatch. In maart 2011 was Kanotix echter niet meer te bespeuren op deze lijst.